# 北川弘美
北川弘美（1981年2月2日—），日本寫真集模特兒、演員。出身於日本京都府京都市。2021年離開待了24年的奧斯卡傳播公司，目前為HONEST公司旗下藝人。

## 個人簡介
北川弘美畢業於堀越高等學校。
她曾經是時裝雜誌CanCam的專屬模特兒。
她與在TBS電視台的電視劇「在夢中相見」中共同演出的矢田亞希子是很好的朋友。
她是棒球隊阪神虎的狂熱球迷，經常留意2軍選手的動向。
擅長的運動有馬拉松、鐵人三項、高爾夫。
在35歳生日的2016年2月2日與一般男性結婚。2018年5月產下第一子。2019年8月產下第二子。
2022年5月中旬移居台灣。

## 演出紀錄

### 電視劇
- 美少女H2 第6話、第16話、最終話（1998年－1999年、富士電視台）
- 我的老師很辣（日语：ナオミ）（1999年4月-6月、富士電視台）- 飾演相田夏美
- Vの嵐（1999年10月11日-10月29日、富士電視台）- 飾演相葉美和
- 伝説の教師（2000年4月-6月、日本電視台）
- ドラマ30 コンビにまりあ（2001年4月-5月、CBC製作・TBS電視台）- 主演・飾演花巻まりあ
- 氷点2001（2001年7月-9月、朝日電視台）
- 急症群英（第2期）（第8話）（2001年8月21日、富士電視台）- 飾演坂井千鶴
- スタアの恋（2001年10月-12月、富士電視台）- 飾演阿野妙子
- 婚外恋愛（2002年1月-3月、朝日電視台）- 飾演松村智美
- 夢のカリフォルニア（2002年4月-6月、TBS電視台）- 飾演遠山清美
- 庶務二課FINAL（2002年7月-9月、富士電視台）- 飾演島倉若菜
- OL銭道（2003年4月-6月、朝日電視台）- 飾演田中ジェニー昌美
- ひと夏のパパへ（2003年7月-9月、TBS電視台）- 飾演安西わか菜
- ミニモニ。でブレーメンの音楽隊（2004年、日本放送協會教育台）- 飾演黒田小夜子
- バツ彼（2004年、TBS電視台）- 飾演森下美加
- スカイハイ2（2004年、朝日電視台）- 飾演吉村ひとみ
- 導遊小姐陰陽眼（日语：霊感バスガイド事件簿）（2004年、朝日電視台）- 飾演常田エミ
- ミステリー民俗学者 八雲樹（2004年、朝日電視台）- 飾演五十嵐理沙
- 87%（日语：87%）（2005年1月-3月、日本電視台）- 飾演神部みなみ
- 古都（2005年2月、朝日電視台）- 飾演真砂子
- 夢で逢いましょう（2005年4月-6月、TBS電視台）- 飾演上野彩
- おとなの夏休み（2005年7月-9月、日本電視台）- 飾演葵里奈
- 孃王（2005年10月-12月、東京電視台）- 主演・飾演藤崎彩
- 美食偵探王（2006年2月25日、日本電視台）第7話 - 飾演榊冴子
- 垃圾律師（2006年4月、TBS電視台）- 飾演瀬能セリ
- 丘比特的惡作劇 虹玉（2006年10月-12月、東京電視台）- 主演・飾演桐生麻美
- 浅草ふくまる旅館（2007年1月-3月・10月-12月、TBS電視台）- 飾演百瀬圭子
- 藤沢周平時代劇 よろずや平四郎活人剣（2007年4月-6月、東京電視台）- 飾演早苗
- 素浪人 月影兵庫（2007年8月、朝日電視台）- 飾演お美代
- ヅラ刑事 頭上最大の決戦（2007年10月、富士電視台）- 飾演ヌーブラ刑事空本明美
- 齊藤太太（2008年1月-3月、日本電視台）- 飾演小倉奈美
- 水曜ミステリー9・信濃のコロンボ事件ファイル16 「願望の連環」（2008年6月25日、東京電視台）- 飾演滝口聖子
- 陽炎の辻2〜居眠り磐音 江戸双紙〜（2008年9月-11月、日本放送協會）- 飾演お佐紀
- 月曜時代劇「主水之助 七番勝負」（2008年、東京電視台）第1話 - 飾演千早
- 我的帥管家（2009年1月-3月、富士電視台）- 飾演仲本美冬
- LOVE GAME（2009年4月23日、讀賣電視台）第1話 - 飾演滝沢由布子
- 單身情歌（2009年10月-12月、TBS電視台）- 飾演佐佐木麻衣
- 絕對零度～未解決事件特命搜查～（2010年4月-6月、富士電視台）- 飾演大森紗英
- 流星 (電視劇)（2010年10月-12月、富士電視台）- 飾演中島留美（看護師）
- 頂尖神醫（2011年1月-3月、東京電視台）- 飾演前田泉（看護師）
- 絕對零度～特殊犯罪潜入捜査～（2011年7月-9月、富士電視台）- 飾演大森紗英
- 古書堂事件手帖（2013年1月-3月、富士電視台）- 飾演横田奈津美
- 東京玩具箱（2013年10月-12月、東京電視台）- 飾演谷崎七海
- 大東京玩具箱（2014年1月-3月、東京電視台）- 飾演谷崎七海
- 戰力外搜查官（2014年1月-3月、日本電視台）- 飾演金城斗志美

### 電影
- ピンチランナー（2000年、東映）
- 悪魔が棲む家2001（2001年、日本スカイウェイ、パル企画）
- 時の香り～リメンバー・ミー～（2001年、角川映画）
- LADY DROP（2002年、ウィザードピクチャーズ）主演
- 親父（2007年、チェイスフィルム エンターテインメント）- 飾演沼田洋子
- Vanilla Boy -Tomorrow is another day-（2016年、クロックワークス）- 飾演飯塚立子

## 作品

### 寫真集
- Hiromi is.―北川弘美写真集（2000年、近代映画社）
- Pride―北川弘美写真集（2001年、角川書店）

## 個人影片

### 寫真影片
- Pride（2002年、ハピネット・ピクチャーズ）2區・4:3・50分鐘
- 北川弘美 Private Eyes ～新たなる挑戦～（2006年、波麗佳音）全區碼・LETTER BOX・48分鐘

## 外部連結
- 北川弘美官方網站 （页面存档备份，存于）
- 北川弘美的Instagram帳戶
- YouTube上的北川弘美頻道